# Mugilogobius wilsoni
Mugilogobius wilsoni är en fiskart som beskrevs av Helen K. Larson 2001. Mugilogobius wilsoni ingår i släktet Mugilogobius och familjen smörbultsfiskar. Inga underarter finns listade i Catalogue of Life.